# Mauser HSc
 (octobre 2024).
Si vous disposez d'ouvrages ou d'articles de référence ou si vous connaissez des sites web de qualité traitant du thème abordé ici, merci de compléter l'article en donnant les références utiles à sa vérifiabilité et en les liant à la section « Notes et références ».
Le Mauser HSc (pour Hahn-Selbstspanner C / Hahn-Selbstspanner Pistole Ausführung C = pistolet semi-automatique modèle C) était destiné au marché de la police et de l'autodéfense. La forme particulière de son pontet l'a fait appeler pistolet triangle en France.

## Histoire
Il fut conçu pour remplacer les Mauser 1914 & 1934 vieillissant pour concurrencer les Walther PP/PPK. Il succéda en 1937 aux prototypes HSa et HSb. Cette version initiale chambrée uniquement en 7,65 x 17 mm fut largement utilisée par la Luftwaffe, la Kriegsmarine et la police allemande durant la Seconde Guerre mondiale. Après 1945, la France occupant les usines Mauser récupère de nombreux pistolets HSc et les utilise comme armes d'appoint durant la guerre d'Indochine. De même, il fut une arme réglementaire dans la police norvégienne vers 1950.
Le Mauser HSc fut remis en fabrication à Oberndorf entre 1969 et 1977. Cette ultime série destinée principalement aux États-Unis fut proposée en 7,65 et 9 mm Short.